# Ymeray
Ymeray is een gemeente in het Franse departement Eure-et-Loir (regio Centre-Val de Loire) en telt 625 inwoners (2013). De plaats maakt deel uit van het arrondissement Chartres.

## Geografie
De oppervlakte van Ymeray bedraagt 6,9 km², de bevolkingsdichtheid is 91 inwoners per km².
De onderstaande kaart toont de ligging van Ymeray met de belangrijkste infrastructuur en aangrenzende gemeenten.

## Demografie
Onderstaande figuur toont het verloop van het inwonertal (bron: INSEE-tellingen).